# Léon Shenandoah
Léon Shenandoah (1915-1996) est un chef amérindien iroquois. Il a été choisi comme Tadadaho ou « Chef des Chefs » en 1967. Durant toute sa vie, il a lutté pour la paix dans le monde. Il s'est adressé à l'assemblée générale des Nations unies le 25 octobre 1985.

## Biographie
Léon Shenandoah appartenait au clan Eel des Onondaga. Il est mort le 22 juillet 1996 à l'âge de 81 ans des suites d'une longue maladie. Depuis 1969, il était le chef spirituel et politique de la confédération iroquoise Haudenosaunee qui comprend les nations Mohawk, Oneida, Onondaga , Cayuga, Seneca et Tuscarora. Sidney Hill, également du clan Eel, lui a succédé.
Il s'est opposé à l'installation de casinos dans les réserves indiennes.
En 1983, il a défié le gouvernement fédéral en donnant asile à Dennis Banks (en), cofondateur de l'American Indian Movement, qui a été fugitif pendant un certain temps après sa condamnation dans le Dakota du Sud en 1975 pour émeute et agression à la suite d'une bagarre avec un policier.
Léon Shenandoah a prononcé un discours à l'assemblée générale des Nations unies le 25 octobre 1985,.
En 1989, il a présidé à la restitution de 12 colliers de wampum à la nation Onondaga, puis en 1996, bien que gravement malade, à la restitution de 74 colliers de wampum.
En 1992, il a participé à la Conférence mondiale des peuples autochtones au Sommet de la Terre à Rio de Janeiro, où il a partagé avec les chefs indiens d'Amazonie du tabac, du maïs, des prières et des suggestions sur la manière de traiter avec les politiciens blancs.
Il est également intervenu avec Audrey Shenandoah, Jake Swamp et Oren Lyons (en), en tant que représentants des nations iroquoises, à la Conférence des Nations unies sur le cri de la terre à New York le 22 novembre 1993.
Il est apparu dans le film Le dernier des Mohicans de Michael Mann, ainsi qu'Alice Papineau et Dennis Banks,.